# Kalnik
 Ovo je glavno značenje pojma Kalnik. Za druga značenja pogledajte Kalnik (razdvojba).
Kalnik je gora smještena u sjeverozapadnoj Hrvatskoj, veći dio je u Varaždinskoj županiji, a manji u Koprivničko-križevačkoj županiji. Bilo planine dužine oko četrdesetak kilometara proteže se od istoka do zapada i širine desetak kilometara. Ona je pretežno obrašćena bjelogoričnom šumom, dok njezin središnji dio krase gole stijene i meta su velikom broju planinara, planinara penjača i izletnika. Najviši vrh Vranilac (643 m) je kontrolna točka HPO, a u planinarskom domu je kontrolna točka 1 ZPP-a. Planinu Kalnik presjecaju mreže planinarskih, makadamskih i šumskih puteva. Postoje tri asfaltirane ceste koje presijecaju područje planine Kalnik. Cesta Sudovec - Možđenec preko Kipišća i Mostišća; cesta Apatovec (Križevci) - Rasinja je zbog velike strmine zimi zatvorena za promet; te cesta Lepavina - Rasinja. Sjeverna prirodna granica, rijeka Bednja dijeli planinu od Topličkog gorja zapadno i od Podravine istočno.
Sa zapadne strane nalazi se grad Novi Marof, sa sjeverne strane općina Ljubešćica i grad Varaždinske Toplice, na sjeveroistoku grad Ludbreg, južno (18 km cestom) je grad Križevci, a najistočnije grad Koprivnica. S juga su još općine Visoko, Gornja Rijeka, Kalnik i južnije Sveti Petar Orehovec. Najviši vrh je Vranilac na 643 metra nadmorske visine, te vrh Peca na 624 metra, vrh Pusta Barbara na 460 metara, vrh Ljuba voda na 546 metara, vrh Ljubelj na 558 m, vrh Škrinja na 504 metra, vrh Podrevec na 544 m te vrh Vuklec na 572 metra.

## Radiotelevizijski odašiljač i Sedam zubi
Prepoznatljivom izgledu doprinosi radiotelevizijski odašiljač Kalnik čiji radiotelevizijski toranj svojom visinom dominira krajolikom i nalazi se pedesetak metara istočno od vrha Vranilca. Na južnoj strani ispod vrha Vranilca nalazi se selo Kalnik, sa župnom crkvom sv. Brcka. Sama vršna stijena nije pošumljena, s grebenske staze su prekrasni vidici na sve strane. Istočno od televizijskog tornja na velikoj strmoj stijeni je vrh vidikovac Sedmi zub (638 m). Njime počinje dugački stjenoviti niz nazvan po vrhovima vidikovcima nazvanih Sedam zubi koji se spušta istočno do planinarskog doma i starog grada Velikog Kalnika. Njime prolazi atraktivna grebenska staza, te se planinari penjači penju na stijene vrhova nazvanih brojevima prvi zub, drugi zub, treći zub i dalje u nizu. Na stijenama Starog grada Velikog Kalnika i stijenama sjeverozapadno od planinarskog doma gdje je stjenoviti niz Sedam zubi, te središnjem području Kalnika ukupno uređeno je oko 202 sportsko penjačka smjera, te 11 u Penjalištu Ljubelj.

## Padobransko jedrenje
Goru Kalnik koriste dvadesetak godina za padobransko jedrenje ili paraglajding, slobodno letenje je ekstremni sport korištenjem zračnih struja. Letjeti mogu samo obučeni piloti (paraglajderi) na tečajevima koje drže klubovi za padobransko jedrenje. Letjeti se može na Kalniku s platoa kraj radiotelevizijskog tornja i platoa zapadno od vrha Vranilca, te livada podno šumskog grebena Pusta Barbara, na čijem vrhu je Stari grad Mali Kalnik. Prije su na Kalnik dolazili Zmajari i letjeli s platoa kraj radiotelevizijskog tornja.

## Stari gradovi
Sjeverno od mjesta Deklešanca u općini Gornjoj Rijeci na stijenovitom grebenu Pusta Barbara su zidovi Starog grada Malog Kalnika, na stjenovitom vrhu Pusta Barbara. U najzapadnijem predjelu uz autoput kod mjesta Paka nalazi se Stari grad Paka iz 12. stoljeća djelomično obnovljen. Kod mjesta Čanjeva u općini Visoko nalaze se ruševine Starog grada Čanjevo na stijeni iznad mjesta. Iskapanja i uređenje vrši muzej grada Varaždina. Na stijeni sjeverno od mjesta Kalnika smješten je Stari grad Veliki Kalnik na oko 500 metara, izgrađen u 13. stoljeću. Poznat po Beli IV i šljivarima iz kalničkih sela, koji su mu za vrijeme opsade noću donosili hranu i šljive, koje su omogućile preživjeti opsadu, pa im je za nagradu darovao plemićke povelje (Kalnički Šljivari).

## Planinarski dom Kalnik
Planina je mjesto koje privlači planinare, penjače, paraglajdere i druge izletnike. Zapadno od starog grada Velikog Kalnika nalazi se Planinarski dom Kalnik na 480 m, s mogućnošću smještaja i prehrane. Planinarski dom je kontrolna točka broj 1 planinarske obilaznice ZPP, te se u njemu nalazi planinarski pečat obilaznice kojega u planinarske dnevnike utiskuju obilaznici. Do njega vodi asfaltirana cesta od mjesta Kalnik. Od planinarskog doma vodi puno planinarskih staza i puteva do raznih planinarskih destinacija. Većinu tih puteva uređuju članovi planinarskog društva Kalnik (osnovano 1924. godine) iz Križevaca. Godine 1996. izgrađena je i otvorena u lipnju Poučna staza na Kalniku - PS. Kružnog je oblika dužine oko pet kilometara. Uz poučnu stazu sjeverno od ceste za Ljubelj Kalnički u udolini su ostaci prašume zvane Vražji vrt. U njoj je spilja zvana Kranjča dužine oko 60 metara. Uređeni su Sportsko penjački smjerovi na stijenama u prašumi. Izrađena je 2008. godine planinarska karta Kalnika.

## Planinarska kuća "Rudi Jurić"
Osam kilometara zapadno od Koprivnice u dijelu istočnog Kalnika iznad naselja Selnica Podravska, na koti Pesek (295 m) nalazi se Planinarska kuća "Rudi Jurić". Ona je na trasi planinarske obilaznice Koprivničkog planinarskog puta kontrolna točka broj 1. Trasa planinarske obilaznice Koprivnički planinarski put (KPP) proteže se dijelom istočnog Kalnika, a dijelom zapadnim predjelima Bilogore. Od planinarskog skloništa "Rudi Jurić" vodi označena markirana planinarska staza preko Vrhovca Sokolovačkog, Malog Botinovca, Apatovca, Stupa i Vratna do planinarskog doma na Kalniku. Za obilazak treba oko sedam sati hoda.

## Ludbreška planinarska obilaznica
U najsjevernijim predjelima Kalnika uređena je i otvorena Ludbreška planinarska obilaznica - LPO u ožujku 2011. godine. Obilaznica je kružnog oblika s 8 kontrolnih točaka, uredili su je planinari članovi planinarskog društva “Ludbreg” iz Ludbrega. Trasa planinarske obilaznice LPO polazi iz središta mjesta uz rijeku Bednju uz njezin tok zapadno do lugarnice u Slanju, zatim skreće južno i uspinje se na vrh Lijepa gorica (350 m). Zatim se dalje kroz šumu i vinograde vraća u središte mjesta Ludbreg. Za obilazak treba od 7 do 8 sati hoda.

## Šokot
Kod mjesta i općine Gornja Rijeka nalazi se slikoviti potok Šokot i sa slapovima i kružnom planinarskom stazom. Uz tu stazu na stijeni je vrh vidikovac Kanclin (424 m), te veliki drveni križ na stijeni (i vidikovcu) zvanoj Križni kamen. Ispod se proteže klanac potoka Deklišanca (Pesji potok) sa slapovima. Planinarskom stazom Križni kamen je povezan sa starim gradom Malim Kalnikom. U Gornjoj Rijeci se nalazi i dvorac obitelji Erdödy iz 18. stoljeća.
Istočno od Starog grada Velikog Kalnika u udubini između stijenja prolazi makadamski put, kuda je u davno vrijeme bio put za Varaždinske Toplice. Tu je križanje planinarskih puteva. Od njega istočno kroz klanac teće Potok Đurovec kroz "razbacano" stijenje koje se u nizu ruši prema jugu - tvori prirodni botanički rezervat. Tu prolazi planinarski put u smjeru sjever - jug.

## Kalnička greda
Istočno od Starog grada Velikog Kalnika iza makadamskog puta proteže se u dužini oko 4,5 kilometara do šumskog područja Vratno stjenoviti uglavnom pošumljeni greben zvan Kalnička greda, s vrhovima Vuklec˙572 m), Podrevec (544 m) i Škrinja (504 m).
Najviši vrh Kalničke grede vrh Vuklec (572 m) na stijeni obraštenoj bjelogorićnom šumom. Vidik s vrha je ograničen samo prema sjeveru. Do njega su obnovljeni markirani prilazi sa sjeverne i južne strane. Zapadno od vrha Vukleca je na stijeni Zapadni vidikovac. S njega je vidik prema Ivanščici, Medvednici, stjenovitom nizu Sedam zubi, planinarskom domu i Kalničkom prigorju južno. Sjeveroistočno od Vukleca je više stjenovitih vidikovaca od kuda je pogled na sjever, Podravinu i šume Kalnika.
Oko polovice Kalničke grede je Sjeverni Vidikovac na Kalničkoj gredi (489 m), a na drugoj trećini nalazi se stjenoviti vrh Podrevec (544 m), preko vrha Mali Podrevec koji je obrašten raslinjem s ograničenim vidikom, do njega je uređen markirani pristup od staze za Škrinju.
Najniži vrh Škrinja (504 m) u najistočnijem dijelu Kalničke grede, predstavlja oko 80 metara dugački goli stjenoviti ispresjecani greben. od kuda se pružaju prekrasni vidici. Do vrha je uređen pristup od seoskog mlina u selu Kalnik i od planinarskog doma na Kalniku. Na vrh se može s istoka po stjenovitom grebenu - Zubi Škrinje, uspon je zahtjevan. Do vrha Škrinje se može od Lugarnice Vratno, od zaseoka Ivančeki u selu Kalniku i od zaseoka Hrlci u selu Kamešnici.

## Vratno
Istočno od Kalničke grede je dugački prodor Vratno, kojeg čine šumsko područje Vratno, ostatci nekadašnjeg sela, lugarnice Vratno i Rinkov - veliki zidani dimnjak, stara tvornica vapna. Kroz Vratno ide stara makadamska rimska cesta, koja duboko na sjever zasijeca greben planine, od početnih 220 metara, pa sve do iznad 350 metara. Ona spaja Vratno s Apatovcem i Slanjem preko rijeke Bednje, pa je njome moguće do Varaždinskih Toplica, Ludbrega i Koprivnice. Cesta prolazi kroz Šumsko područje Gabrinovec, tu se nalazi lugarnica Gabrinovec. Uz makadamsku cestu Vratno - Slanje na oko polovini njezine dužine su objekti Partizanske bolnice Gabrinovec. U šumi jugozapadno kraj sela Stupe je spomenik Partizanske bolnice Stupe i do nje ima oko sat hoda. Lijeva (zapadna) makadamska cesta kod Lugarnice Vratno omogućuje prilaz izvorima potoka Kamešnice i klancu Tesni kamen, te selima Ljubelj Kalnički i Drenovec. Južno od Vratna su izvori Križevačkog vodovoda.

## Mineralni izvori
Oko tri sata i trideset minuta hoda, istočno od starog grada Velikog Kalnika izvire ljekovita mineralna voda, kod sela Apatovca - Apatovečko vrelo, koja se danas puni u suvremenoj punionici pod nazivom Kalnička. Nekada je u Apatovcu bilo lječilište. Sjeverno u gradu Varaždinske Toplice je lječilište na termalnoj i ljekovitoj mineralnoj vodi, što sve govori da se ispod planine nalaze aktivne stijene.

## Bunkeri
Na Kalniku su izgrađeni bunkeri 1950-ih godina zbog straha od invazije Rusa iz smjera Mađarske. Nikada nisu ucrtani na mapi, ne nalaze se niti na jednoj vojnoj karti. Služili su kao atomsko sklonište.

## Planinarski putevi
Planinu Kalnik i okolicu premrežuje mreža planinarskih puteva i za te puteve ne postoji karta i vodić. Ovdje postavljam popis i opis tih puteva s dužinom trajanja hoda, opisom pristupa automobilom, vlakom ili autobusom do startnih pozicija od pojedinih destinacija. Do središnjeg dijela(Središnji Kalnik) vode uređene markirane planinarske staze od:
- Križevaca, od središta mjesta treba oko 3 sata i 30 minuta, a od željezničke postaje do 4 sata i 30 minuta. Nakon izlaza iz grada ide se cestama, šumom, vinogradima i selima do sela Kalnik, a odavde do grada Velikog Kalnika i pl. doma.
- Novog Marofa od željezničke postaje do planinarskog doma na Kalniku oko 4 sata i 30 minuta. Put ide kroz sela Ključ, Javorni vrh, grebenom Sljeme i Poučnu stazu.
- Varaždinskih Toplica od središća mjesta do Pišćanovca, zatim kroz dijelove Sjevernog Kalnika uz sela Ljubelj Kapelski i kamenolom u Ljublju Kalničkom, zapadnim obroncima vrha Peca do planinarskog doma. Za to treba oko 3 sata i trideset minuta.
- Od Ljubeščice od središća mjesta na jug, zatim preko dva kamenoloma do pl. doma na Kalniku, oko 2 sata hoda.
- Od Koprivnice uz planinarsku kuću "Rudi Jurić", kroz sela Veliki Botinovac i Apatovec, kroz šume istočnoga Kalnika do pl. doma na Kalniku, oko 9 do 10 sati hoda.

## Unutarnje poveznice
- Križevci
- Hrvatske planine
- Planinarstvo
- Hrvatski nacionalni parkovi i parkovi prirode

## Vanjske poveznice
- Službena stranica Općine Kalnik
- Planinarsko društvo Kalnik